# Kallima tualensis
Kallima tualensis är en fjärilsart som beskrevs av Hans Fruhstorfer 1898. Kallima tualensis ingår i släktet Kallima och familjen praktfjärilar. Inga underarter finns listade i Catalogue of Life.